# 松平忠昭 (大給松平家)
松平 忠昭（まつだいら ただあき/ただてる）は、江戸時代前期の大名。丹波亀山藩の第2代藩主、豊後亀川藩主、豊後中津留藩主、豊後高松藩主、豊後府内藩の初代藩主。親清流大給松平家5代当主。官位は従五位下・左近将監。

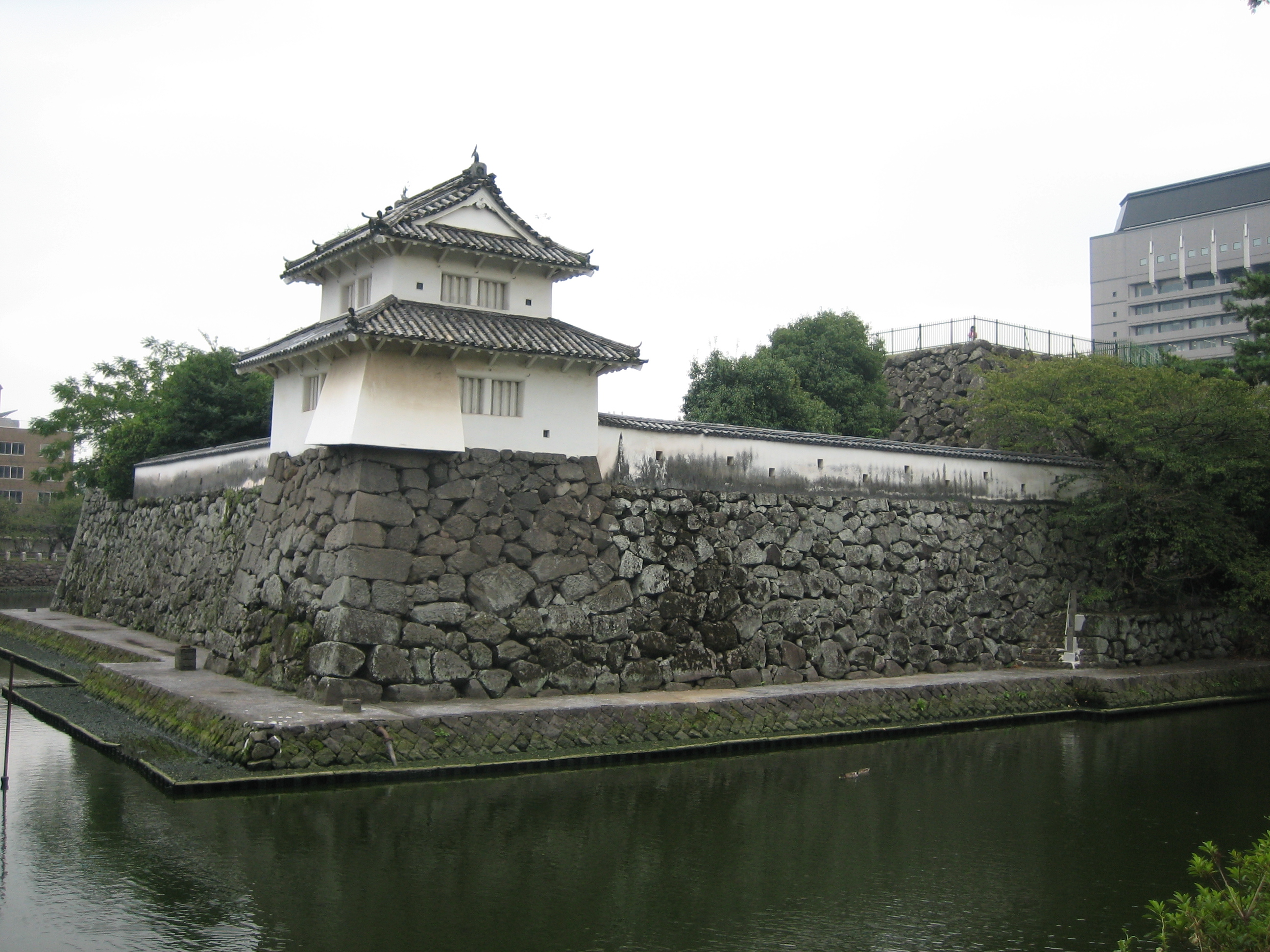
松平忠昭が藩主を務めた府内城跡（大分県大分市）

## 生涯
元和3年（1617年）11月25日、亀山藩の初代藩主・松平成重の次男として誕生した。兄の勝広が寛永8年（1631年）12月に没したため嫡子となった。寛永10年（1633年）、父の死去により家督を継いで亀山藩主となる。
寛永11年（1634年）、豊後亀川に移封され、寛永12年（1635年）に豊後中津留へ移封される。中津留の地に陣屋を構え町割りをするが、この土地は水害に弱く、幕府に移転を申請し、寛永19年（1642年）に領内の豊後高松に陣屋を再度立て直した（高松陣屋）。明暦2年（1656年）、豊後府内藩主の日根野吉明が嗣子無くして死去したため日根野家は改易となり、吉明の義理の甥（吉明の正室が忠昭の叔母）にあたる忠昭が明暦4年（1658年）2月24日、豊後府内へ2万2,200石で転封となった。寛永14年（1637年）、島原の乱においては富岡城の守備を務めた。
府内藩の藩政を確立するため、社寺に所領を寄進してその関係を親密にしたり、商人の力を借りて新田開発を行なうなどしているが、藩営ではなく商人の力を借りているところから、当時の藩の財政基盤の脆弱さを推察することができる。
延宝4年（1676年）3月27日、長男の近陳に家督を譲って隠居し、元禄6年（1693年）9月12日に死去した。享年77。

## 系譜
父母
- 松平成重（父）
- 安藤重信の娘（母）

正室
- 酒井忠正の娘

子女
- 松平近陳（長男）生母は正室
- 松平近鎮、生母は正室
- 松平近良、生母は正室
- 中根正延室、生母は正室
- 岡部豊明室、生母は正室